# 28 صفر
- السبت
- الأحد
- الاثنين
- الثلاثاء
- الأربعاء
- الخميس
- الجمعة

- 283 أغسطس 2024
- 294 أغسطس 2024
- 15 أغسطس 2024
- 26 أغسطس 2024
- 37 أغسطس 2024
- 48 أغسطس 2024
- 59 أغسطس 2024
- 610 أغسطس 2024
- 711 أغسطس 2024
- 812 أغسطس 2024
- 913 أغسطس 2024
- 1014 أغسطس 2024
- 1115 أغسطس 2024
- 1216 أغسطس 2024
- 1317 أغسطس 2024
- 1418 أغسطس 2024
- 1519 أغسطس 2024
- 1620 أغسطس 2024
- 1721 أغسطس 2024
- 1822 أغسطس 2024
- 1923 أغسطس 2024
- 2024 أغسطس 2024
- 2125 أغسطس 2024
- 2226 أغسطس 2024
- 2327 أغسطس 2024
- 2428 أغسطس 2024
- 2529 أغسطس 2024
- 2630 أغسطس 2024
- 2731 أغسطس 2024
- 281 سبتمبر 2024
- 292 سبتمبر 2024
- 303 سبتمبر 2024
- 14 سبتمبر 2024
- 25 سبتمبر 2024
- 36 سبتمبر 2024

28 صَفَر أو 28 صَفَر الخير أو 28 صَفَر المُظفَّر أو يوم 28 \ 2 (اليوم الثامن والعشرين من الشهر الثاني) هو اليوم الثامن والخمسين من أيَّام السنة وفق التقويم الهجري القمري (العربي). يبقى بعده 296 أو 297 يومًا لانتهاء السنة.

## أحداث
- 1045هـ - فتح العثمانيين مدينة تبريز بقيادة السلطان مراد الرابع، وذلك في أثناء الصراع المشتعل بين الدولة العثمانية والدولة الصفوية.
- 1243هـ - أساطيل الدول الأوروبية الكبرى تدمر الأسطولين العثماني والمصري في موقعة نافارين قرب السواحل اليونانية، وقد غرقت في هذه المعركة 57 سفينة عثمانية، وقتل 8 آلاف جندي في 3 ساعات ونصف.
- 1365هـ - إعلان الدستور اليوغوسلافي المكتوب على نمط الدستور السوفيتي، ليضم ست جمهوريات هي صربيا وكرواتيا والبوسنة والهرسك والجبل الأسود ومقدونيا وسلوفينيا.
- 1367هـ - محمد إدريس السنوسي يؤسس «المؤتمر الوطني البرقاوي» برئاسة محمد الرضا السنوسي ليمهد لإعلان استقلال برقة.
- 1369هـ - انقلاب في سوريا بقيادة أديب الشيشكلي ضد سامي الحناوي الذي حاول توحيد سوريا مع العراق.
- 1371هـ - الجيش الإسرائيلي يدمر «قرية البونيشات» الفلسطينية.
- 1376هـ - صدور قرار من الجمعية العامة للأمم المتحدة بأغلبية 64 صوتًا مقابل خمسة أصوات – بوقف إطلاق النار في الحرب التي أدارتها بريطانيا وفرنسا وإسرائيل، المعروفة بالعدوان الثلاثي على مصر.
- 1387هـ - القوات الإسرائيلية تدخل القدس، ووزير الدفاع الإسرائيلي يصرح بأنهم استولوا على أورشليم وإنهم في الطريق إلى بابل، وذلك في ثاني أيام حرب الأيام الستة.
- 1425هـ - مقتل 62 وإصابة 270 فلسطينيًا في عملية اجتياح للقوات الإسرائيلية لمخيم رفح جنوب قطاع غزة، كما دمرت القوات الإسرائيلية في هذا الاجتياح 150 منزلًا، وشردت أكثر من 330 أسرة تضم أكثر من 1800 فرد.
- 1426هـ - تسمية إبراهيم الجعفري رئيسًا لوزراء جمهورية العراق.
- 1427هـ -
  - إجراء انتخابات الكنيست السابع عشر، والشرطة الإسرائيلية في القدس تغلق المسجد الأقصى وتمنع المصلين المسلمين من أداء صلواتهم فيه بحجة الخوف من التوتر الذي يمكن أن ينجم بين المسلمين واليهود في هذا اليوم.
  - اعتبار المتنصر الأفغاني عبد الرحمن مختل عقليًا وذلك لكي لا يمثل أمام المحكمة وتم إطلاق سراحه، وفي اليوم التالي غادر بلاده لاجئًا إلى إيطاليا.
- 1432هـ - وقوع ما عرف باسم موقعة الجمل في ميدان التحرير أثناء ثورة 25 يناير.
- 1440هـ - انتخاب العالم المغربي أحمد الريسوني رئيسًا للاتحاد العالمي لعلماء المسلمين خلفًا للمؤسس الشيخ يوسف القرضاوي.
- 1441هـ - الرئيس الأمريكي دونالد ترامب يعلن مقتل أبي بكر البغدادي زعيم تنظيم الدولة الإسلامية (داعش) في عملية خاصة للقوات الأمريكية في ريف إدلب الشمالي في شمال غرب سوريا.

## مواليد
- 157 هـ - عبد الرحمن الأوزاعي، أحد أئمة الحديث والسنة الشاميين.
- 1339هـ - عبد الرحمن الشرقاوي، أديب وروائي مصري.
- 1364هـ - برهان غليون، مفكر سوري.
- 1367هـ - سلمى المصري، ممثلة سورية.
- 1373هـ -
  - معالي زايد، ممثل مصرية.
  - علاء الدين ترو، سياسي لبناني.
- 1383هـ - مي شدياق، مذيعة وصحفية لبنانية.
- 1385هـ - طارق لطفي، ممثل مصري.
- 1389هـ - أصالة نصري، مطربة سورية.
- 1394هـ - باسم يوسف، إعلامي مصري.
- 1400هـ - سيدو كيتا، لاعب كرة قدم من مالي.
- 1405هـ - إبراهيم هزازي، لاعب كرة قدم سعودي.

## وفيات
- 157هـ - عبد الرحمن بن عمرو الأوزاعي، عالم وفقيه مسلم وصاحب المذهب الأوزاعي.
- 745هـ - أبو حيان الغرناطي الأندلسي، نحويّ وأديب ومفسّر ومحدّث ومؤرخ أندلسي من أصل بربري.
- 1322هـ - رضا الهمداني النجفي، رجل دين ومرجع شيعي إيراني استوطن في العراق.
- 1343هـ - الطيب أحمد هاشم، أول مفتي للديار السودانية.
- 1414هـ - عبد الله الخليفي، أحد أئمة المسجد الحرام سابقاً.
- 1423هـ - خسرو شاهاني، صحفي وقصصي إيراني.

## وصلات خارجية
- موقع قصة الإسلام: حدث في شهر صفر.